# Biokovo

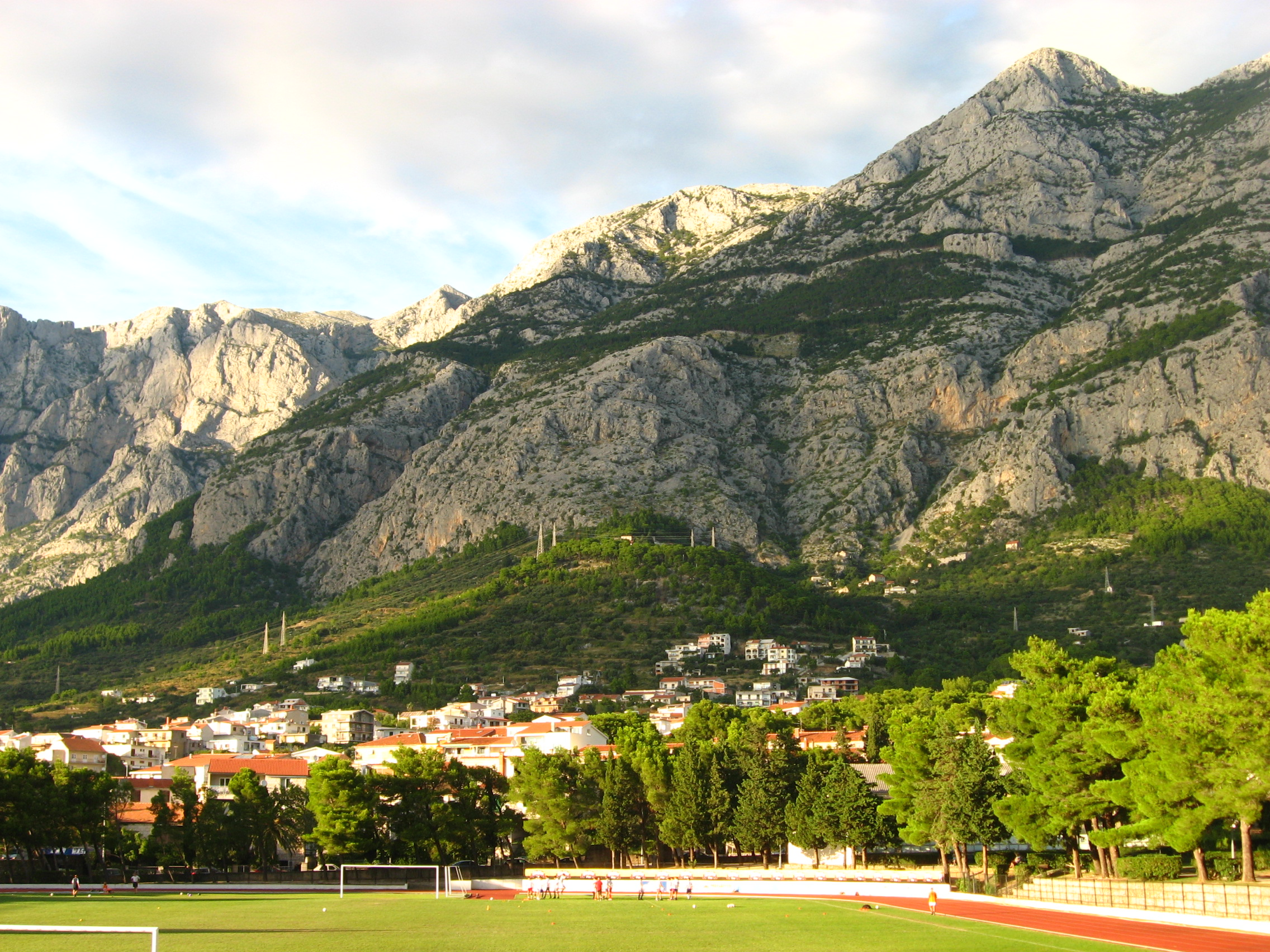
Widok na Biokovo z Makarskiej.

Biokovo – masyw górski, położony w środkowej części wybrzeża dalmatyńskiego, o długości 36 km i szerokości 9,5 km. Największy i najwyższy masyw w Dalmacji, a obok Welebitu jedna z dwóch części Gór Dynarskich sięgających morza. Na północnym zachodzie zakończony przełęczą Dubci i rzeką Cetiną, a na południowym wschodzie sięgający aż po Baćinę, obok ujścia Neretwy.
Biokovo powstało w kredzie (65 milionów lat temu), podczas zderzenia afrykańskiej płyty tektonicznej z europejską. Jako część Masywu Dynarskiego tworzą go przeważnie eoceńskie pokłady i mezozoiczne skały osadowe. Od strony morza Biokovo charakteryzuje się bardzo stromymi i nagimi wapiennymi ścianami, pod którymi leży wąski pas nadmorski.

## Ważniejsze szczyty

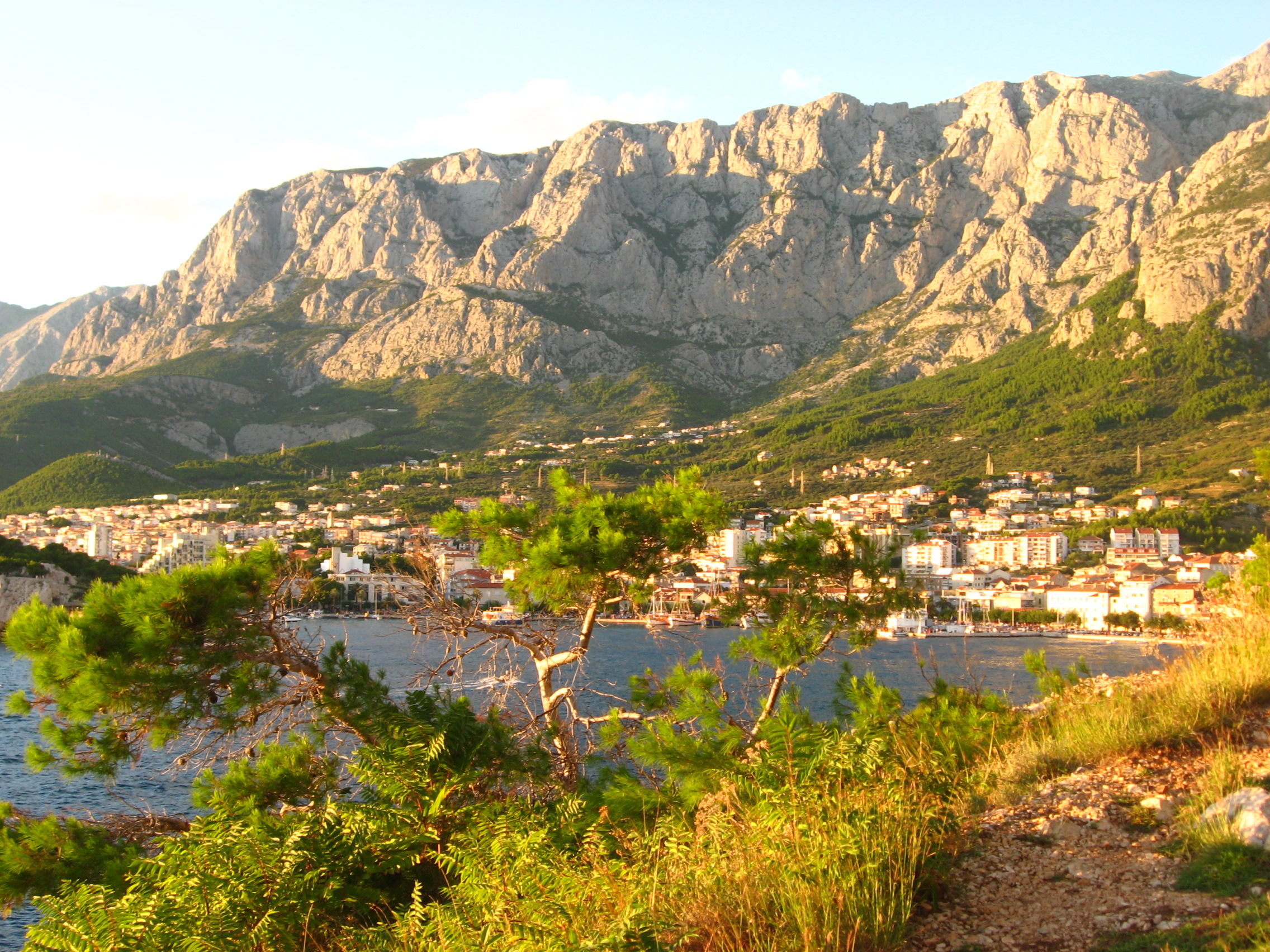
Biokovo z półwyspu Sv. Petar (Makarska).

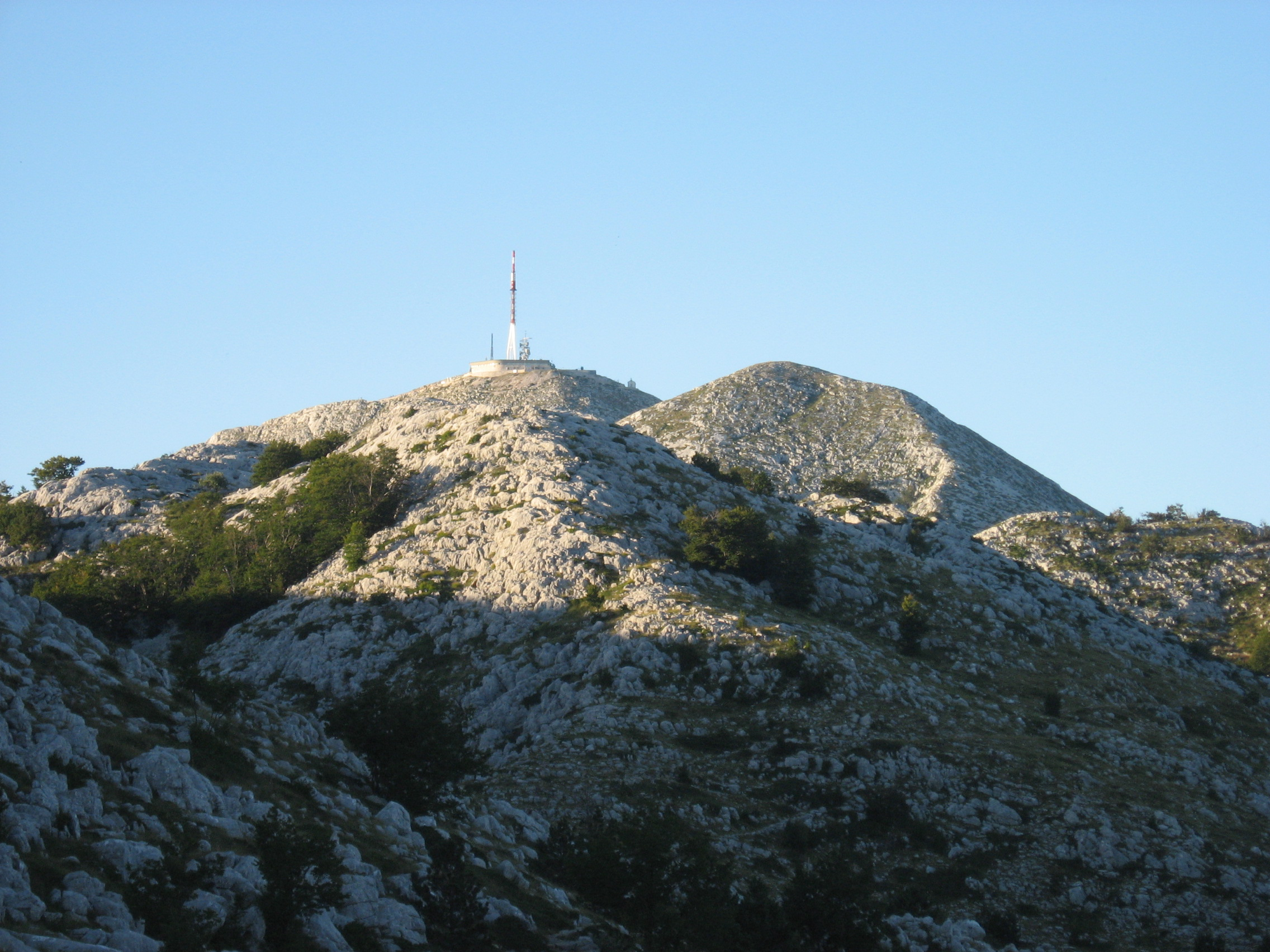
Szczyt Sveti Jure z masztem telewizyjnym.

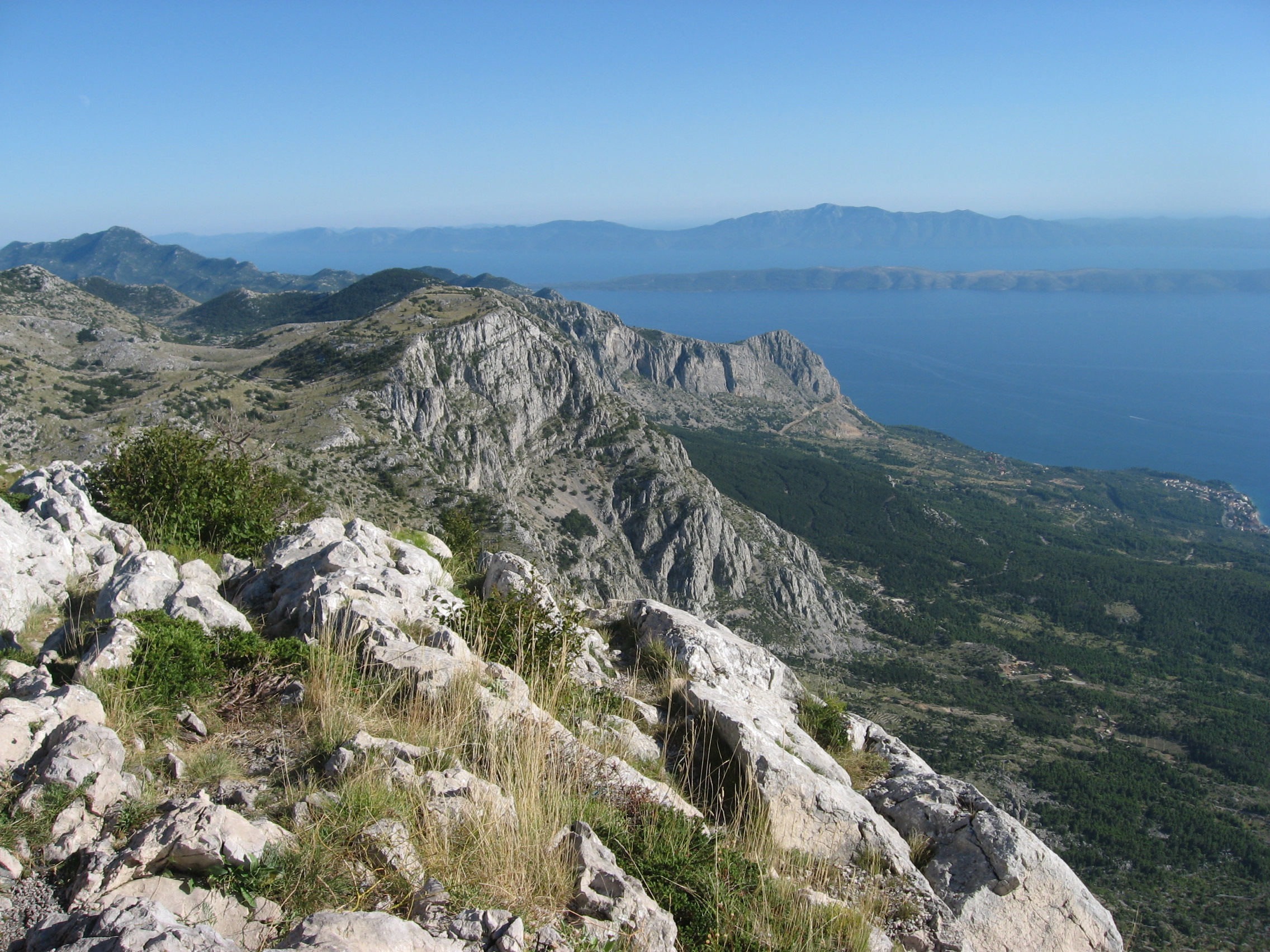
Widok z Biokova w kierunku wyspy Hvar i półwyspu Pelješac.

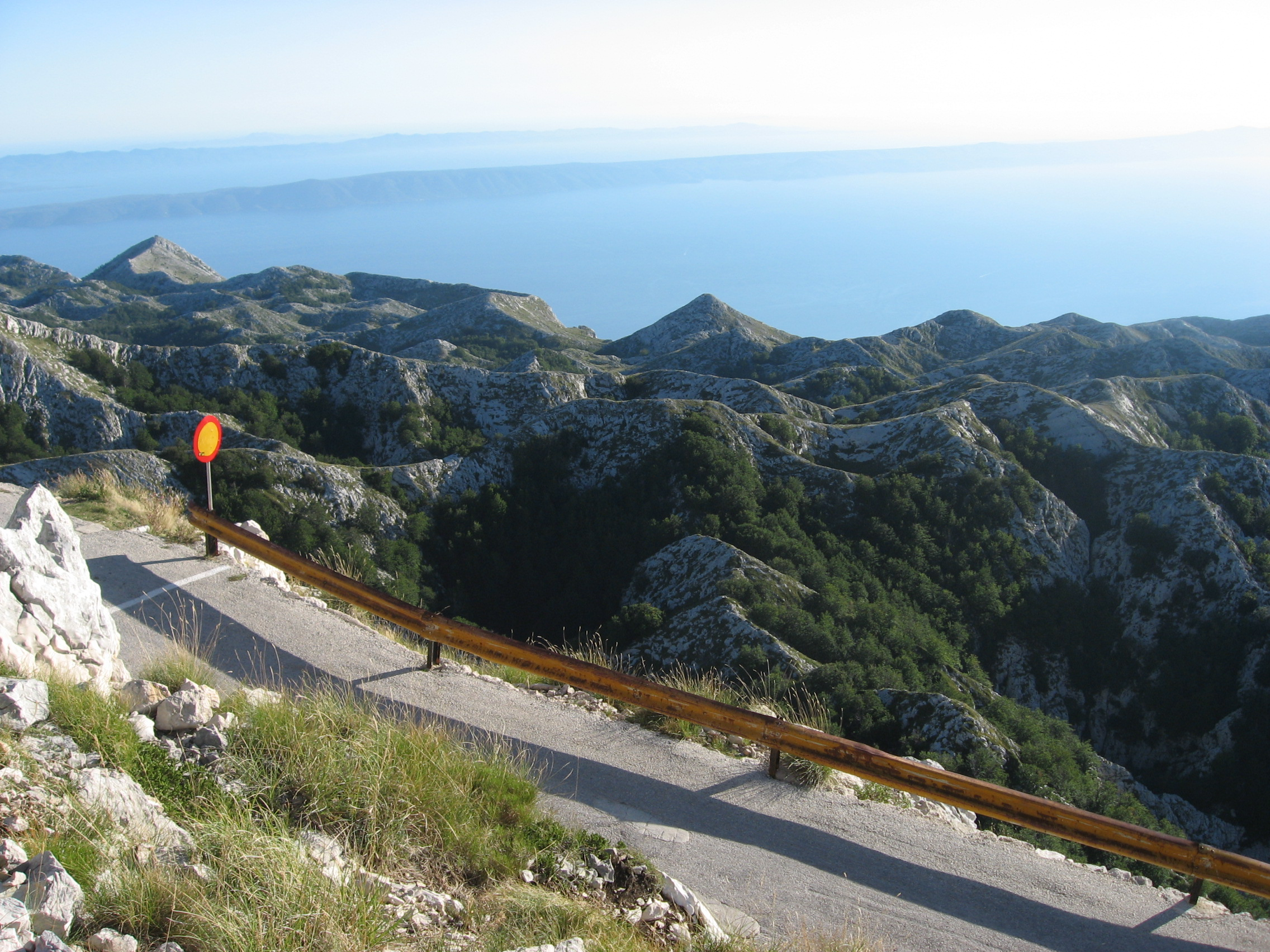
Fragment drogi na Biokovo.

Najwyższym szczytem jest góra Świętego Jerzego (Sveti Jure – 1762 m n.p.m.), drugi co do wysokości szczyt Chorwacji (po Vrh Dinare). Na jej wierzchołku znajduje się telewizyjny aparat nadawczy. Wierzchołek został nazwany po starej kaplicy, która została odnowiona w 1646 roku. Pozostałe wyższe szczyty to: Sv. Ilija (1640 m n.p.m.), Vošac (1411 m n.p.m.), Sinjal (1333 m n.p.m.), Šibenik (1314 m n.p.m.) i Štropac (1145 m n.p.m.).

## Klimat
Klimat na Biokowie jest wynikiem położenia geograficznego, szerokości geograficznej, wysokości n.p.m., ekspozycji na cyrkulacje powietrza oraz wegetacji. To obszar wpływu dwóch klimatów – śródziemnomorskiego i kontynentalnego, a co za tym idzie, mieszania się ciepłych mas powietrza znad morza oraz zimnych mas znad lądu. Te zderzenia powodują częste zmiany pogody i duże różnice temperatur na różnych wysokościach oraz między dniem i nocą. Średnia roczna temp. w Makarskiej wynosi 15,5 stopni C, podczas gdy na najwyższym szczycie Sv. Jure – 3,9 stopni C, co daje ogromną różnicę (11,6 st.) na przestrzeni zaledwie 3 km. W głębokich jarach i jaskiniach przez cały rok leży lód.

## Świat roślinny i zwierzęcy
Roślinność jest bardzo bogata i ciekawa, choć stosunkowo mało poznana (występuje ok. 1500 gatunków, w tym dużo endemitów i reliktów). Flora składa się głównie z form stepowych i leśnych. Dominują rośliny śródziemnomorskie z niewielką domieszką gatunków alpejskich. Od strony lądu widoczne są lasy bukowe, z odrobiną jodły, poniżej pas białego i czarnego grabu, sosny alepskiej i czarnej oraz winnice i gaje oliwne. Świat zwierzęcy Biokowa jest bardzo różnorodny i nadal badany. Najlepiej poznane są motyle oraz sówkowate. Występują również salamandry, żaby, żmije, jeże, łasice, kuny, muflony, dzikie świnie oraz wiele innych. Niezwykle interesująca jest również fauna podziemna. Odkryto również ponad 120 organizmów żyjących w jaskiniach, m.in. ślimaki jaskiniowe, skorupiaki, wieloszczety, chrząszcze, nietoperze.
W 1981 roku obszar 19 550 ha został objęty ochroną jako Park Przyrodniczy Biokovo, dzięki wyjątkowym wartościom form geomorfologicznych, gatunków roślinnych i zwierzęcych oraz urodzie naturalnej. Wjazd do parku jest dozwolony tylko od świtu do zmroku. Ponad wioską Kotišine utworzono również w 1984 roku Biokowski Ogród Botaniczny Kotišina (16,5 ha), stanowiący skupisko ok. 300 najbardziej charakterystycznych roślin Biokova, od typowo śródziemnomorskich po górskie.

## Informacje turystyczne
Istnieje kilka szlaków turystycznych prowadzących na Biokovo. Najpopularniejsze z nich to: Makarska – Makar – Vošac – Sveti Jure (5 h 30 min) oraz Makarska – Tučepi – Staza – Sveti Jure (droga asfaltowa 31 km). Trasy są stosunkowo łatwe i dobrze oznakowane. Po drodze pojawiają się tabliczki informacyjne. Podczas wędrówki można odpocząć w schroniskach: planinarski dom pod Vošcem, planinarska kuća pod Svetim Jurom i planinarska kuća »Slobodan Ravlić« na Lokvi.
Podczas drogi na szczyt można obejrzeć resztki dawnych domków pasterskich, a z punktów widokowych jest przepiękny widok na Split, Omiš, Imotski, Vrgorac, rzekę Neretvę, wyspy Brač, Hvar, Korčula, Vis, Mljet, półwysep Pelješac, a przy bardzo dobrej widoczności, można zobaczyć włoski szczyt Monte Calvo, oddalony o 252 km.